# Lepidozia wallichiana
Lepidozia wallichiana là một loài rêu tản trong họ Lepidoziaceae. Loài này được Gottsche miêu tả khoa học lần đầu tiên năm 1845.